# Бугарска на Европском првенству у атлетици на отвореном 1934.
Бугарска је учествовала на 1. Европском првенству у атлетици на отвореном 1934. одржаном у Торину од 7. до 9. септембра. Репрезентацију Бугарске представљала су два такмичара који су се такмичили у 2 дисциплине.
На овом првенству представници Бугарске нису освојили ниједну медаљу, нити су оборили неки рекорд.

## Учесници
Мушкарци:
- Љубен Дојчев — Скок мотком
- Камен Ганчев — Бацање диска,

## Резултати

### Мушкарци
| Атлетичар    | Дисциплина   | Лични рекорд | Квалификације | Квалификације | Финале               | Финале  | Детаљи   |
| Атлетичар    | Дисциплина   | Лични рекорд | Резултат      | Место         | Резултат             | Место   | Детаљи   |
| ------------ | ------------ | ------------ | ------------- | ------------- | -------------------- | ------- | -------- |
| Љубен Дојчев | Скок мотком  |              | 3,60          | 1. КВ         | 3,70                 | 10 / 11 | стр. 361 |
| Камен Ганчев | бацање диска |              | 40,28         | 13.           | Није се квалификовао | 13 / 18 | стр. 362 |